# 依光正哲
依光 正哲（よりみつ まさとし、1942年 - ）は、日本の経済学者、社会政策学者。専門は、社会政策・人口問題・外国人労働者問題。一橋大学名誉教授。冲永賞受賞。

## 人物・経歴
1966年一橋大学経済学部卒業。1971年一橋大学大学院経済学研究科博士課程退学。指導教官は外池正治。同年、美濃口時次郎の後任の人口問題担当として一橋大学社会学部専任講師に就任。75年助教授。83年-84年ハーバード大学燕京研究所客員研究員。1984年一橋大学社会学部教授。2000年一橋大学大学院社会学研究科総合社会科学専攻総合政策研究（政策研究）教授。2001年冲永賞受賞。2006年一橋大学定年退職、一橋大学名誉教授、埼玉工業大学人間社会学部教授。
この間、1999年から経済企画庁委託調査国際的な労働移動に関する調査座長、2003年から産業雇用安定センター労働移動研究会委員長、2006年から経済産業省外国人研修・技能実習制度に関する研究会座長。この他、社会経済生産性本部雇用政策特別委員会小委員長、連合総合生活開発研究所雇用戦略研究委員会委員、全国タイル業協会タイル工事業高齢者雇用推進委員会委員長等も務めた。

## 著書
- 『地域産業の雇用開発戦略』（佐野哲と共著）新評論 1992
- 『現代雇用政策の論理』（石水喜夫と共著）新評論 1999
- 『国際化する日本の労働市場』東洋経済新報社 2003
- 『日本の移民政策を考える』明石書店 2005